# 日照岳
日照岳（ひでりだけ）は、岐阜県高山市 と大野郡白川村にまたがる両白山地の標高1,751 mの山。

## 概要
岐阜県山岳連盟により「ぎふ百山」のひとつに選定されている。地元では「にっしょうだけ」とも呼ぶ。山域は特別豪雪地帯で、居住地はない。北東山麓には御母衣ダムがある。岩瀬地区にあった「日照開拓地」は日照岳の眺めが良い。

## 山名の由来
山名は、高山市荘川町の山麓から望むと、一番早く朝日が当たる山であることに由来する。

## 登山
登山道はなく、下部に送電線の巡視路がある。3月から4月にかけての残雪期などに登山や山スキーが行われることがある。山頂からは別山へと延々と続く長大な尾根と白山を望むことができる。

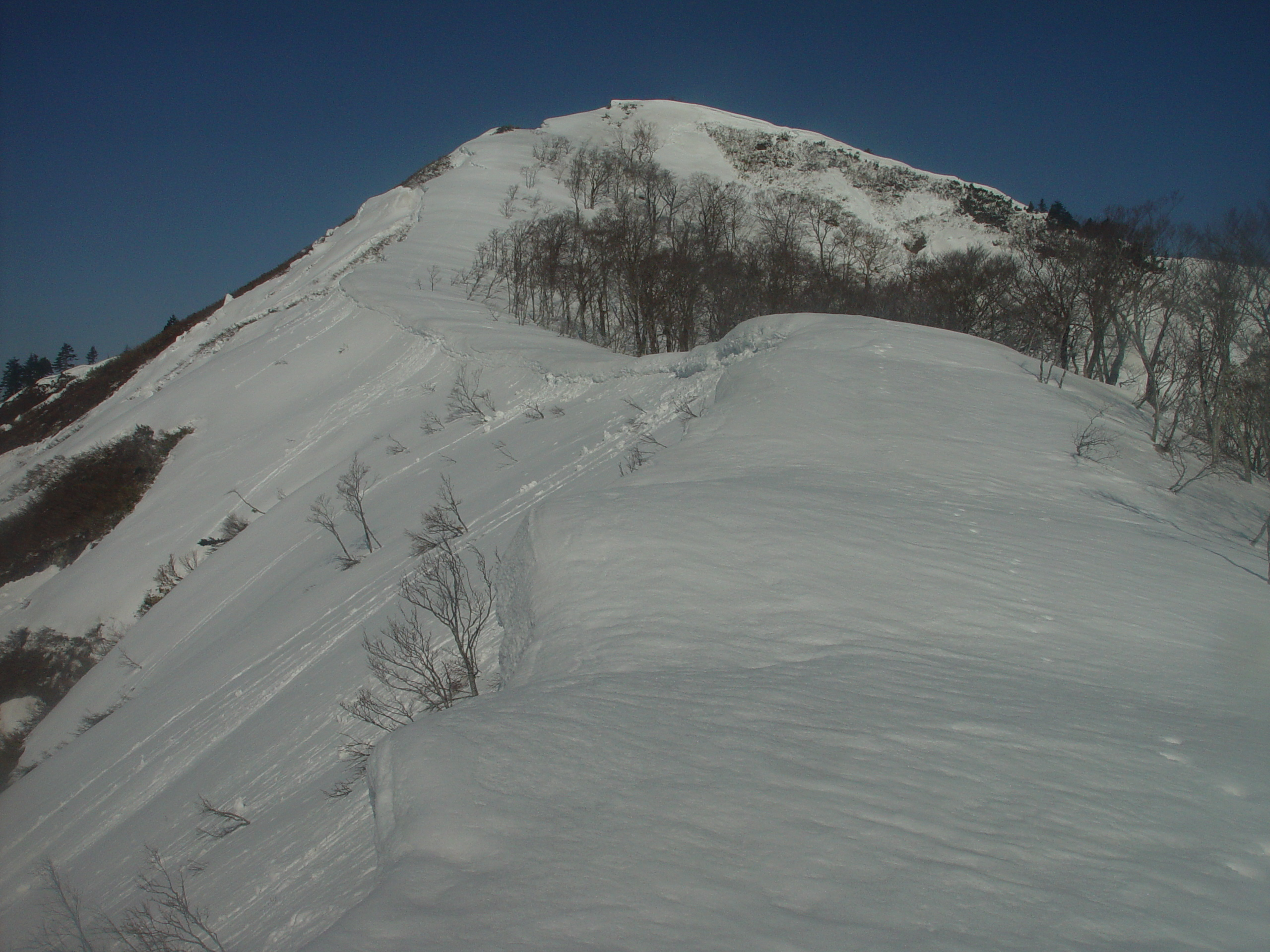
残雪期の日照岳南東尾根の雪庇

## 地理
両白山地北部の別山から東に延びる枝尾根の末端に位置する。東山麓に御母衣湖が広がる。

### 周辺の山
周辺の主な山を下表に示す。
| 山容                                                                     | 山名       | 標高(m)  | 三角点等級 基準点名 | 日照岳からの 方角と距離(km) | 備考                                 |
| ------------------------------------------------------------------------ | ---------- | -------- | ------------------- | --------------------------- | ------------------------------------ |
| 日照岳から望む飛騨高地の御前岳とその左奥の猿ヶ馬場山（2009年4月7日撮影） | 猿ヶ馬場山 | 1,875    |                     | 北北東 14.0                 | 日本三百名山 ぎふ百山                |
| 日照岳から望む白山（2008年4月6日撮影）                                   | 白山       | 2,702.14 | 一等 「白山」       | 西北西 12.3                 | 両白山地の最高峰 日本百名山 ぎふ百山 |
| 日照岳から望む奥三方岳と三方崩山（2009年4月7日撮影）                     | 三方崩山   | 2,058.65 | 二等 「三方崩岳」   | 北北西 8.7                  | ぎふ百山                             |
| オサンババから望む日照岳、右奥に奥三方岳と三方崩山（2019年3月9日撮影）   | 日照岳     | 1,751.02 | 二等 「尾神岳」     | 0                           | ぎふ百山                             |
| 日照岳から望む別山（2008年4月6日撮影）                                   | 別山       | 2,399.31 | 二等 「別山」       | 西 11.6                     | ぎふ百山                             |
| 日照岳から望む南側の大日ヶ岳（2009年4月7日撮影）                         | 大日ヶ岳   | 1,709.00 | 一等 「大日ヶ岳」   | 南南西 12.7                 | 日本二百名山 ぎふ百山                |

### 源流の河川
庄川水系の以下の支流の源流となる山で日本海側の富山湾へ流れる。山頂の北北東3.9 kmに御母衣ダムがある。
- 福島谷
- 保谷
- 日照谷
- 尾上郷川の支流

### 交通・アクセス
山域の東側の山麓に国道156号が通る。
- 長良川鉄道越美南線の北濃駅の北20.3 kmに位置する[4]。
- 東海北陸自動車道の荘川インターチェンジの北北西11 kmに位置する[2]。

## 日照岳の風景

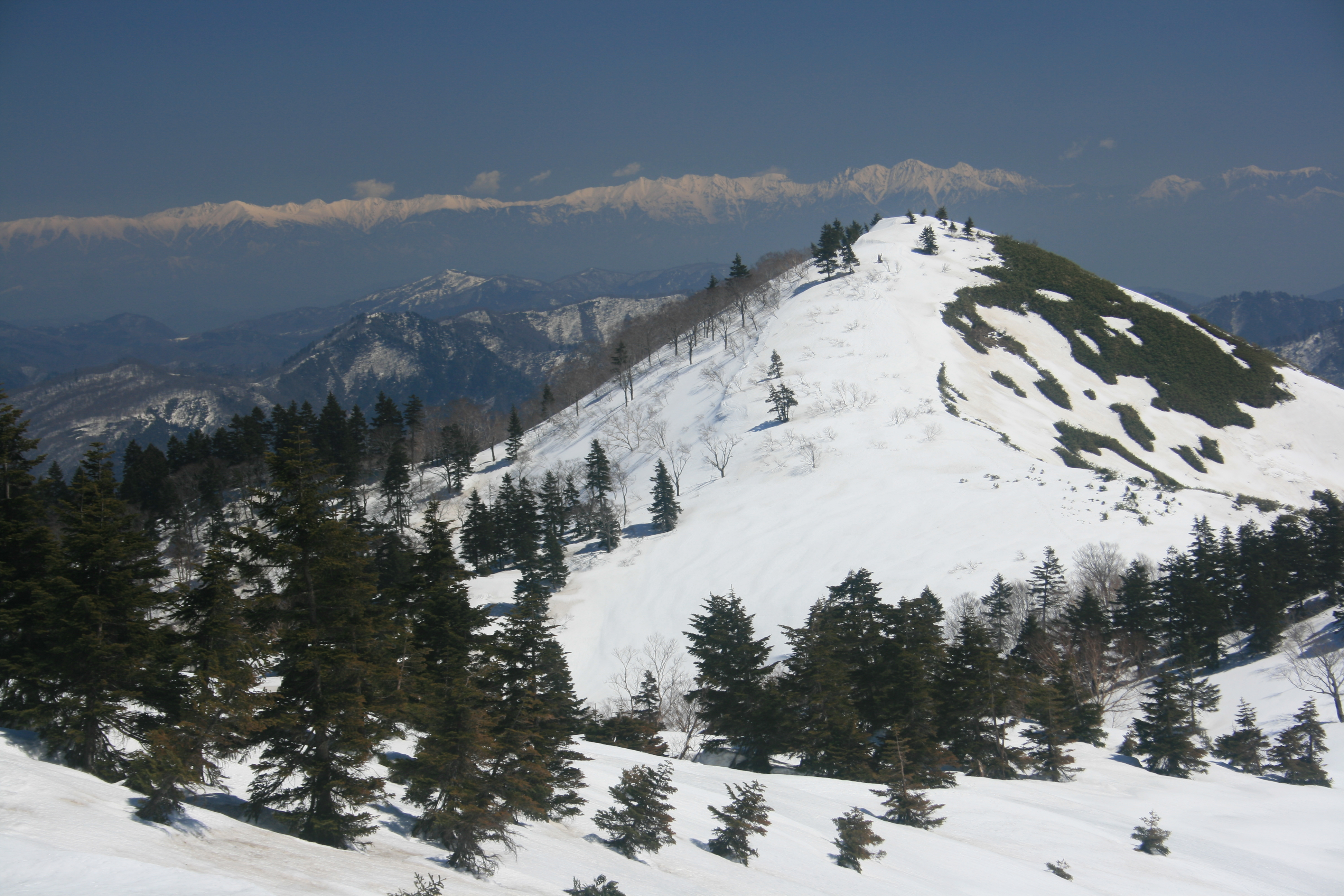
残雪期に西側のピークから望む日照岳の山頂部
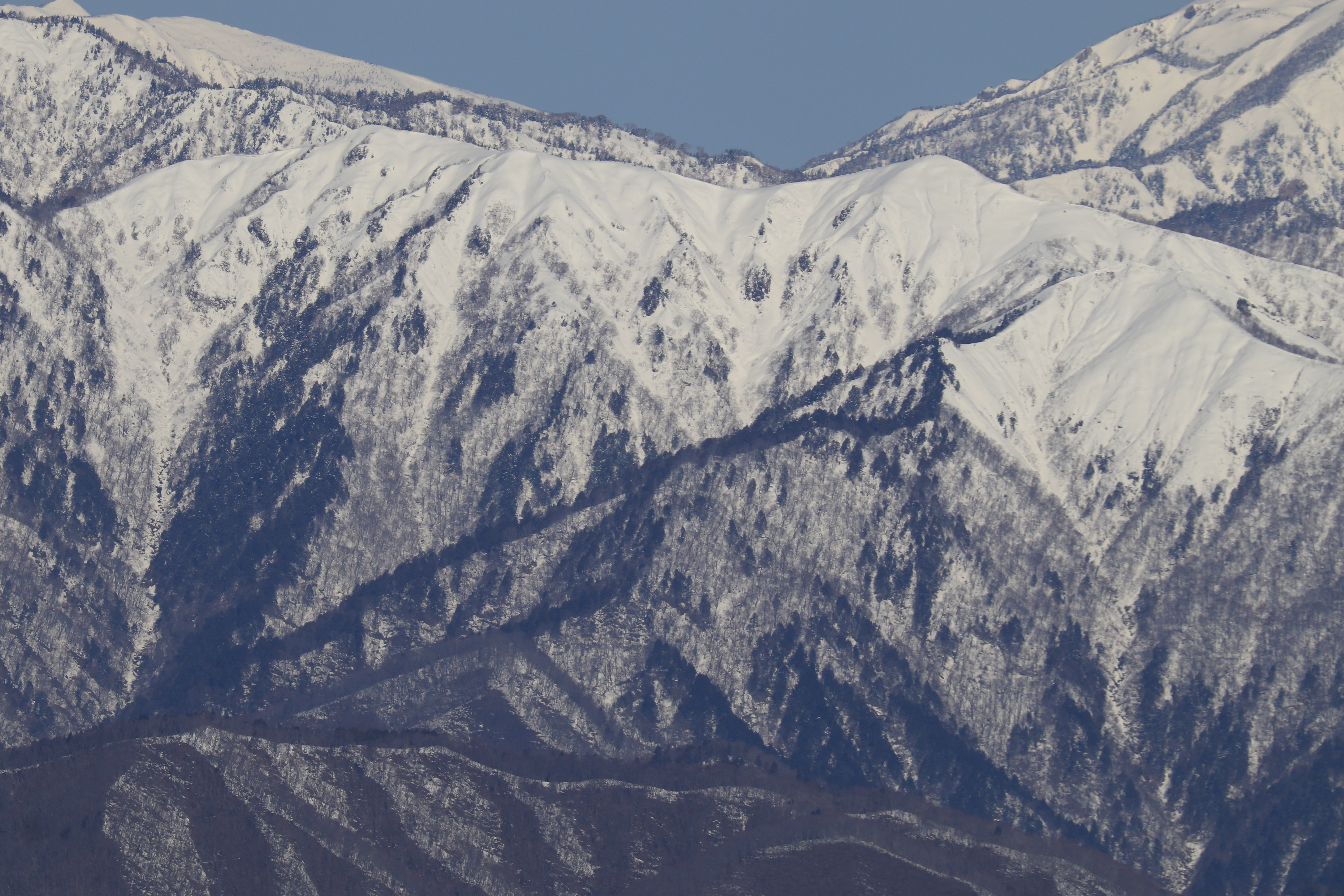
南東側の飛騨高地のオサンババ（山中山）から望む日照岳
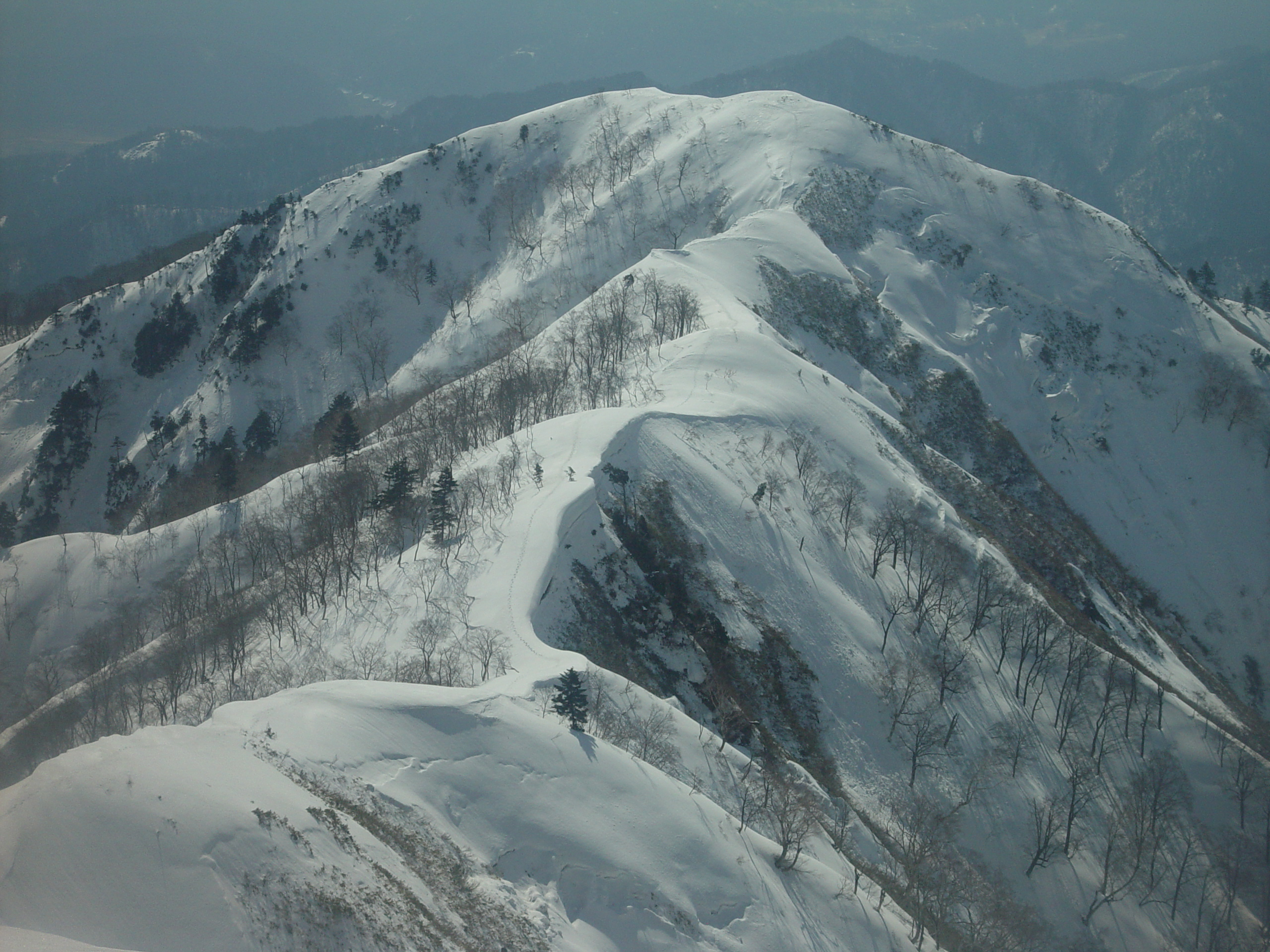
日照岳の山頂部から望む南東尾根

## 日照岳からの眺望
ウィキメディア・コモンズには、日照岳から眺望に関するカテゴリがあります。

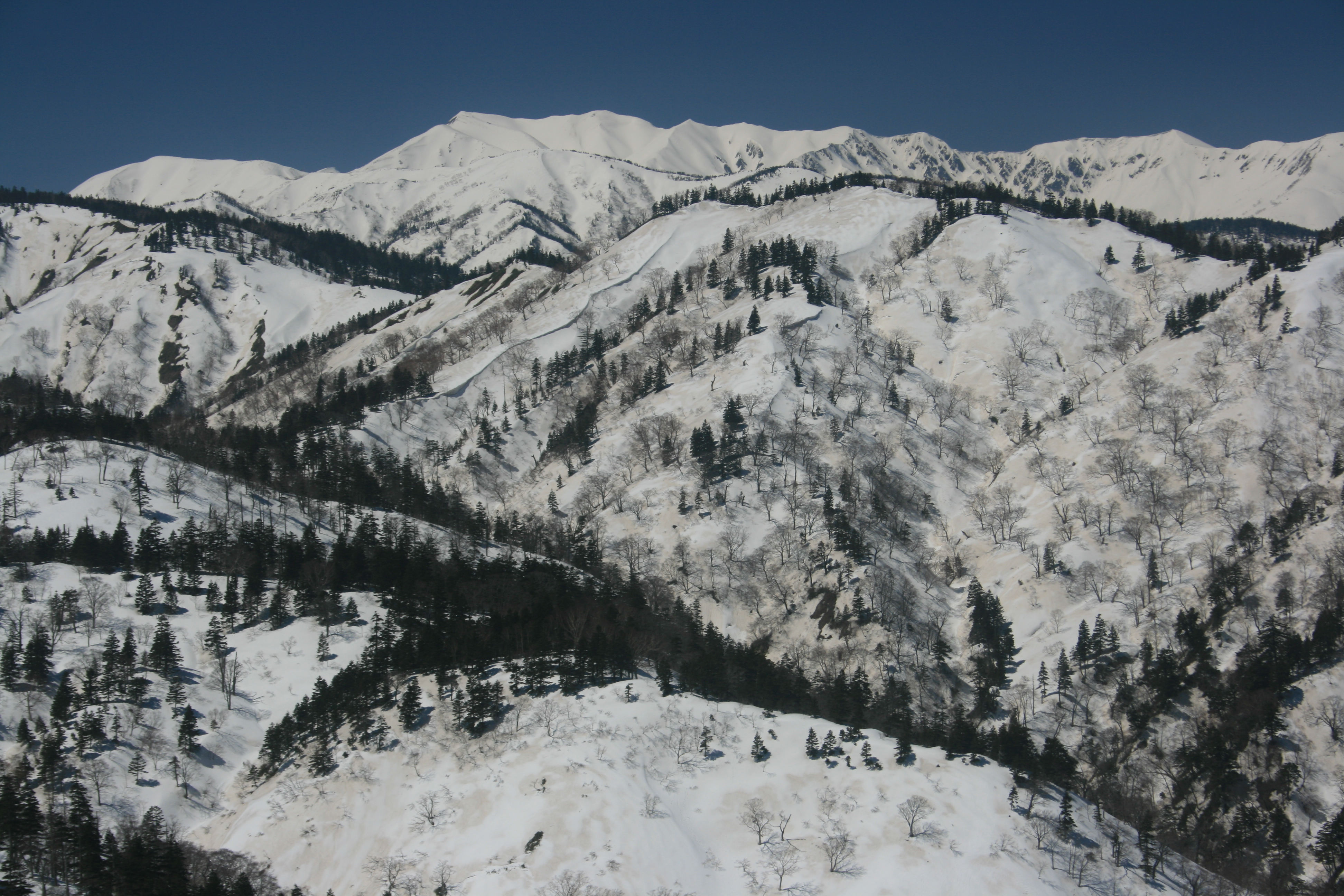
西側に望む別山
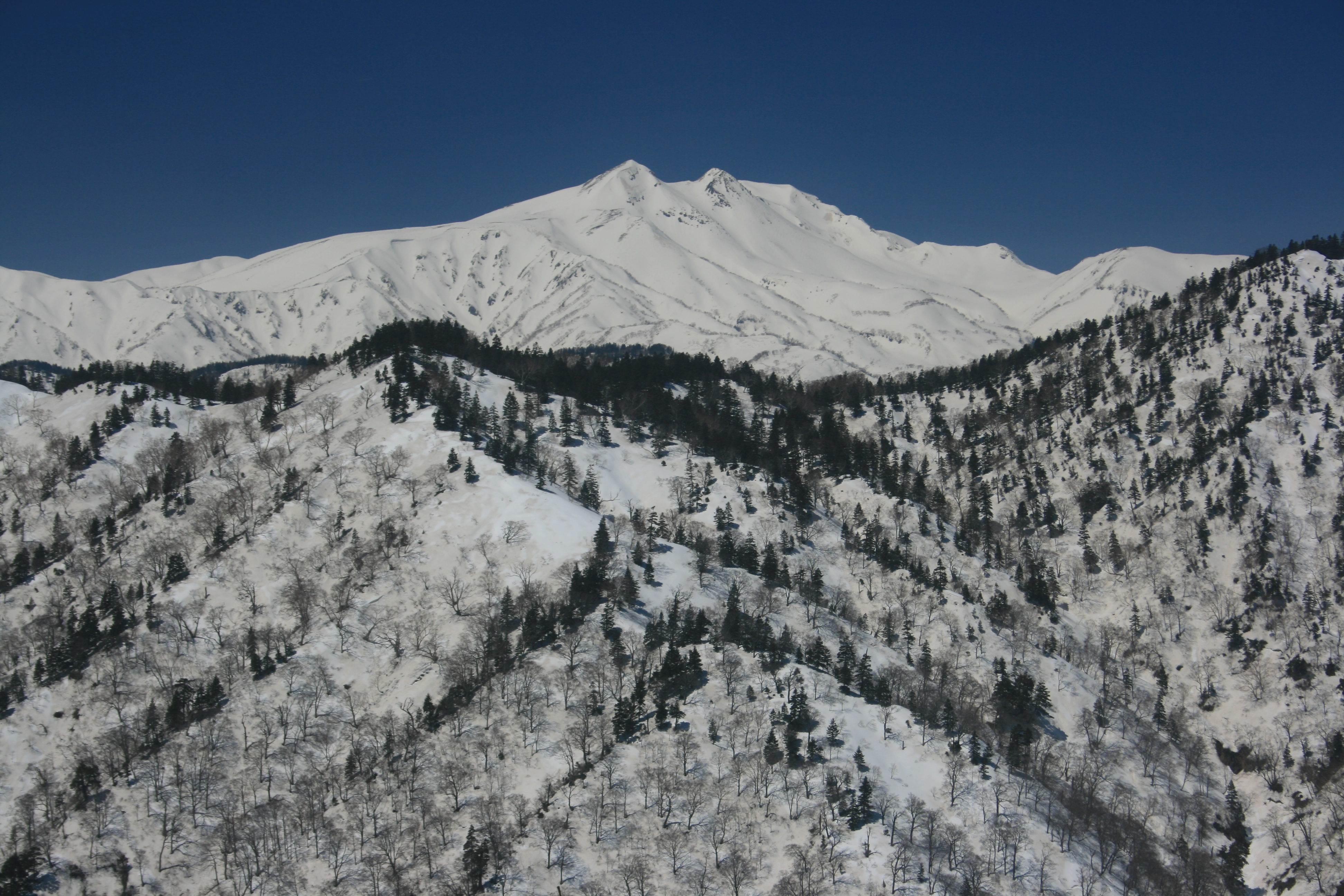
西側に望む白山
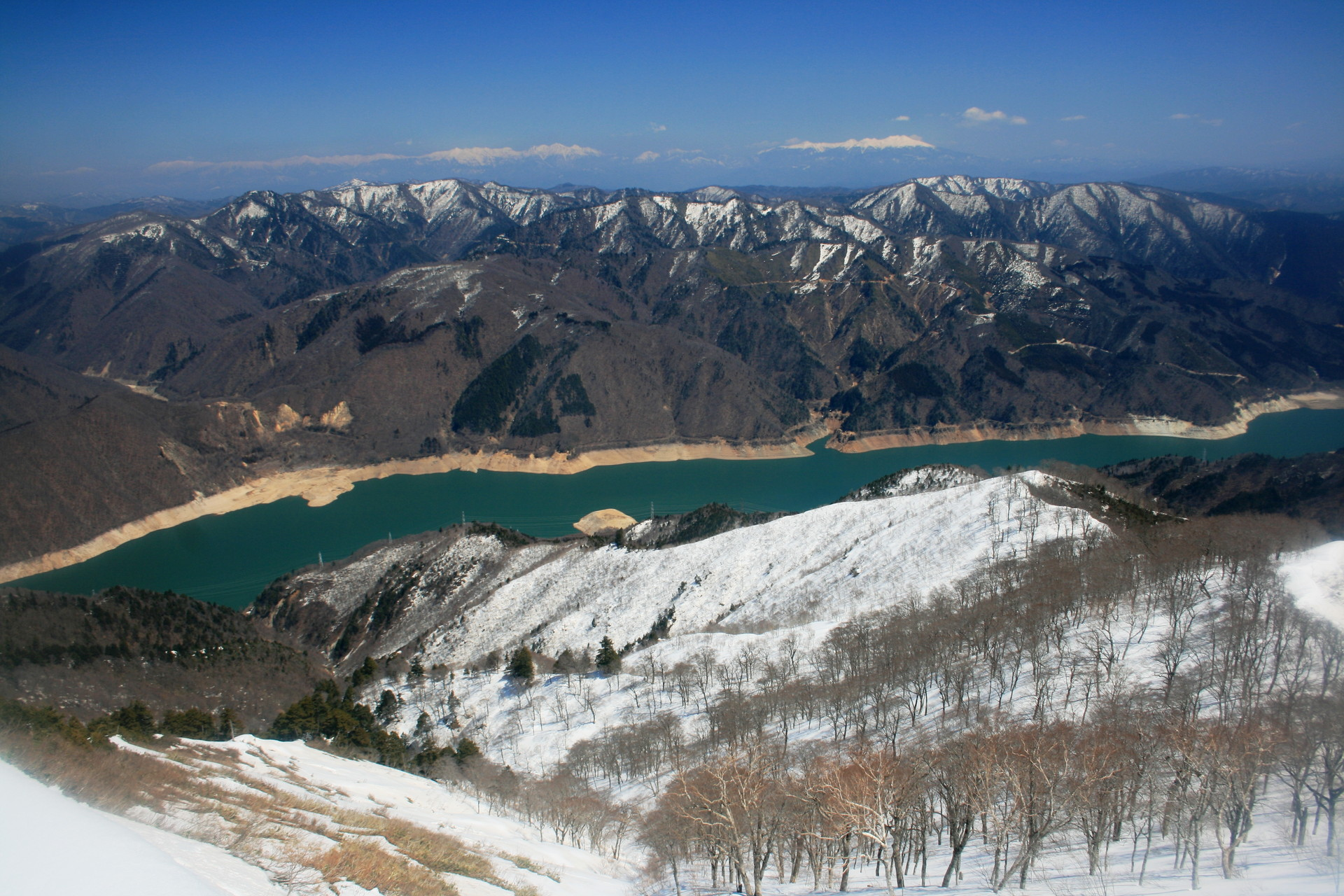
東側に望む山麓の御母衣湖と飛騨高地越しの飛騨山脈